# Heroes – Im Namen der Ehre
Heroes – Im Namen der Ehre ist ein deutscher Dokumentarfilm von Alexander Kleider aus dem Jahr 2022.

## Handlung
Im Mittelpunkt des Filmes steht Berat, ein junger Mann mit türkischen Wurzeln aus einer Duisburger Arbeiterfamilie. Bevor er im Jugendzentrum seiner Nachbarschaft auf die HEROES-Aktivisten stieß, waren für ihn Frauen Menschen zweiter Klasse. Als ihn sein Bruder eines Abends zu einem Gruppentreffen mitnahm, faszinierte Berat die Offenheit, mit der über Themen wie Sexualität und Liebe gesprochen wurde. Nach und nach bemerkte er, wie sehr ihn sein streng patriarchales Weltbild einschränkte und dass er selbst am meisten unter den Auswirkungen eines konservativen Männerbildes zu leiden hatte. Ermutigt von seiner eigenen Emanzipation, beschließt er, an einer einjährigen Ausbildung zum HEROES-Multiplikator teilzunehmen. Wenn er diesen mit Erfolg abschließt, erhält er eine Zertifizierung, die ihm erlaubt, Workshops an Schulen durchzuführen.
Der Film begleitet Berat während dieses einen Jahres und zeigt, wie schwer es für ihn ist, sich gegen traditionelle Rollenbilder aufzulehnen. Weder seine Eltern noch seine Freunde aus der Duisburger Auto-Tuner-Szene zeigen Verständnis für seine Wandlung zum männlichen Feministen. Im Gegenteil: Seine Mutter empfindet seine kritische Haltung zur Heirat als Bedrohung der Familienordnung und seine alten Freunde belächeln sein Engagement argwöhnisch. Berat spürt die Ablehnung seiner Bemühungen von allen Seiten und stößt an seine Grenzen.
HEROES gibt überraschende Einblicke in das ehrenkulturelle Milieu einer migrantisch geprägten deutschen Arbeiterstadt. Regisseur Alexander Kleider kommt seinen Protagonisten sehr nah und man spürt ihre Zerrissenheit zwischen traditionellen Familienwerten und dem Streben nach Freiheit und Emanzipation. HEROES ist der erste Dokumentarfilm über das gleichnamige Projekt. Vor einigen Jahren in Schweden von einem Sohn äthiopischer Einwanderer gegründet, stößt der neuartige pädagogische Ansatz der HEROES in letzter Zeit auf überwältigende Resonanz in Schulen und Jugendzentren.